# Molki
Cet article possède un paronyme, voir Mölkky.
Molki est un district de la région Gash-Barka de l'Érythrée. La principale ville et capitale de ce district est Molki. 